# Abra del Acay

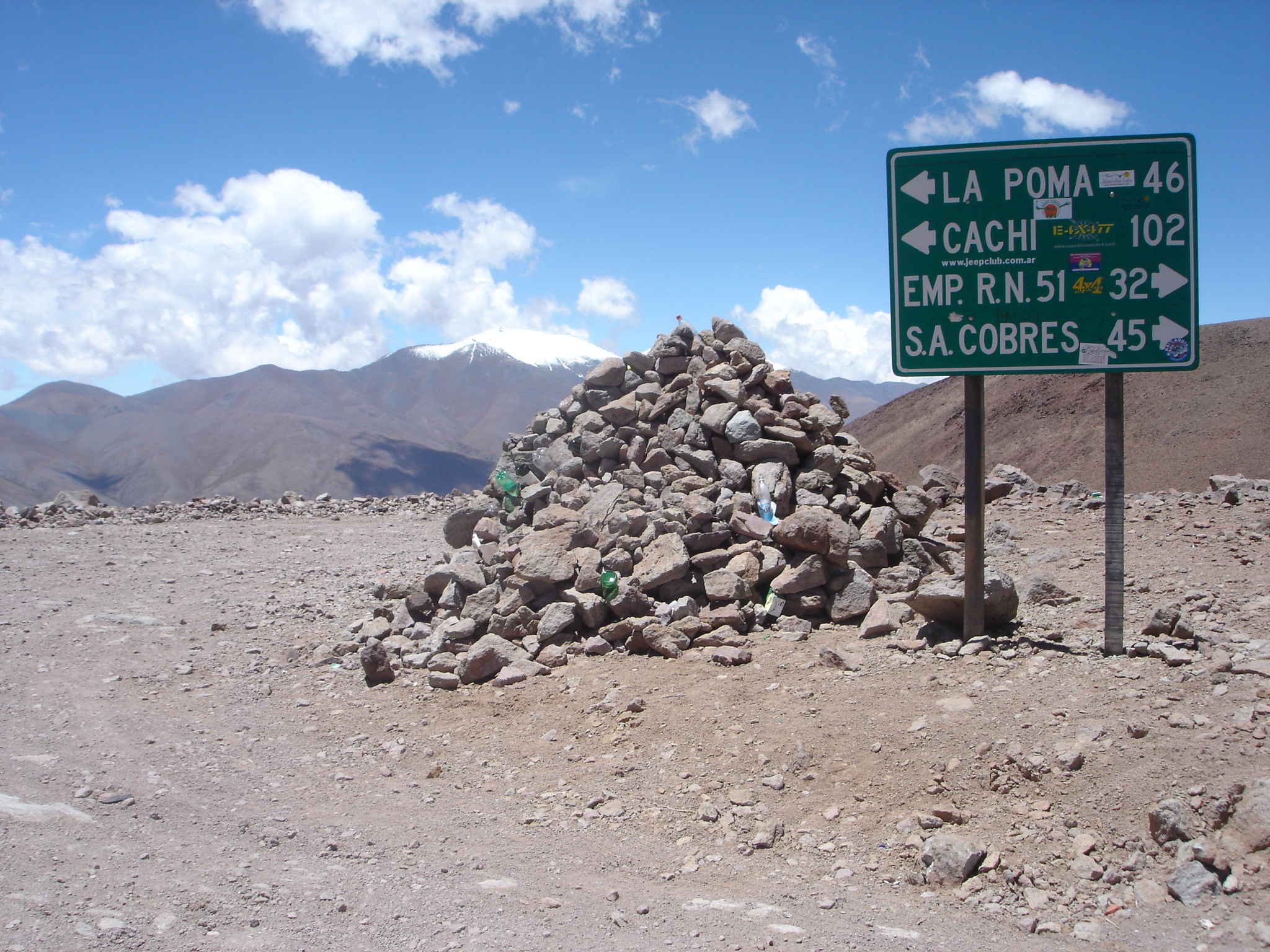
Distanze da Abra. Dietro le cime dei vulcani «Gemelos».

Abra del Acay è un passo andino che viene considerato il più alto, o uno dei più alti, passaggi stradali dell'America e si trova nel dipartimento di La Poma, nella provincia di Salta, in Argentina, circa a 30 km a sudest dalla cittadina di San Antonio de los Cobres.
La sua reale altitudine è soggetto di controversie e di 5.061 m secondo alcune rilevazioni e di 4.972 secondo altre, mentre un vecchio cartello informa i visitatori che si trova a 4.895 m.
Fu inaugurato nel luglio 1960 dopo tre anni di lavori.
Questo tratto sterrato della Strada nazionale 40 è percorribile solitamente con veicoli fuoristrada, ad eccezione di alcuni mesi all'anno quando le condizioni meteorologiche e lavori di manutenzione permettono il traffico dei veicoli e l'itinerario è meta anche di percorsi ciclistici.